# Galera (kommunhuvudort)
Galera är en kommunhuvudort i Spanien.   Den ligger i provinsen Provincia de Granada och regionen Andalusien, i den södra delen av landet, 300 km söder om huvudstaden Madrid. Galera ligger 839 meter över havet och antalet invånare är 1 112.
Terrängen runt Galera är kuperad åt sydost, men åt nordväst är den platt. Galera ligger nere i en dal. Runt Galera är det glesbefolkat, med 11 invånare per kvadratkilometer. Närmaste större samhälle är Huéscar, 7,7 km norr om Galera. Trakten runt Galera består till största delen av jordbruksmark.